# 태풍 망쿳 (2018년)
태풍 망쿳 (MANGKHUT)은 2018년 9월에 발생한 22호 태풍입니다. 망쿳은 태국에서 제출한 이름으로 열대과일의 한 종류이다.

## 개요

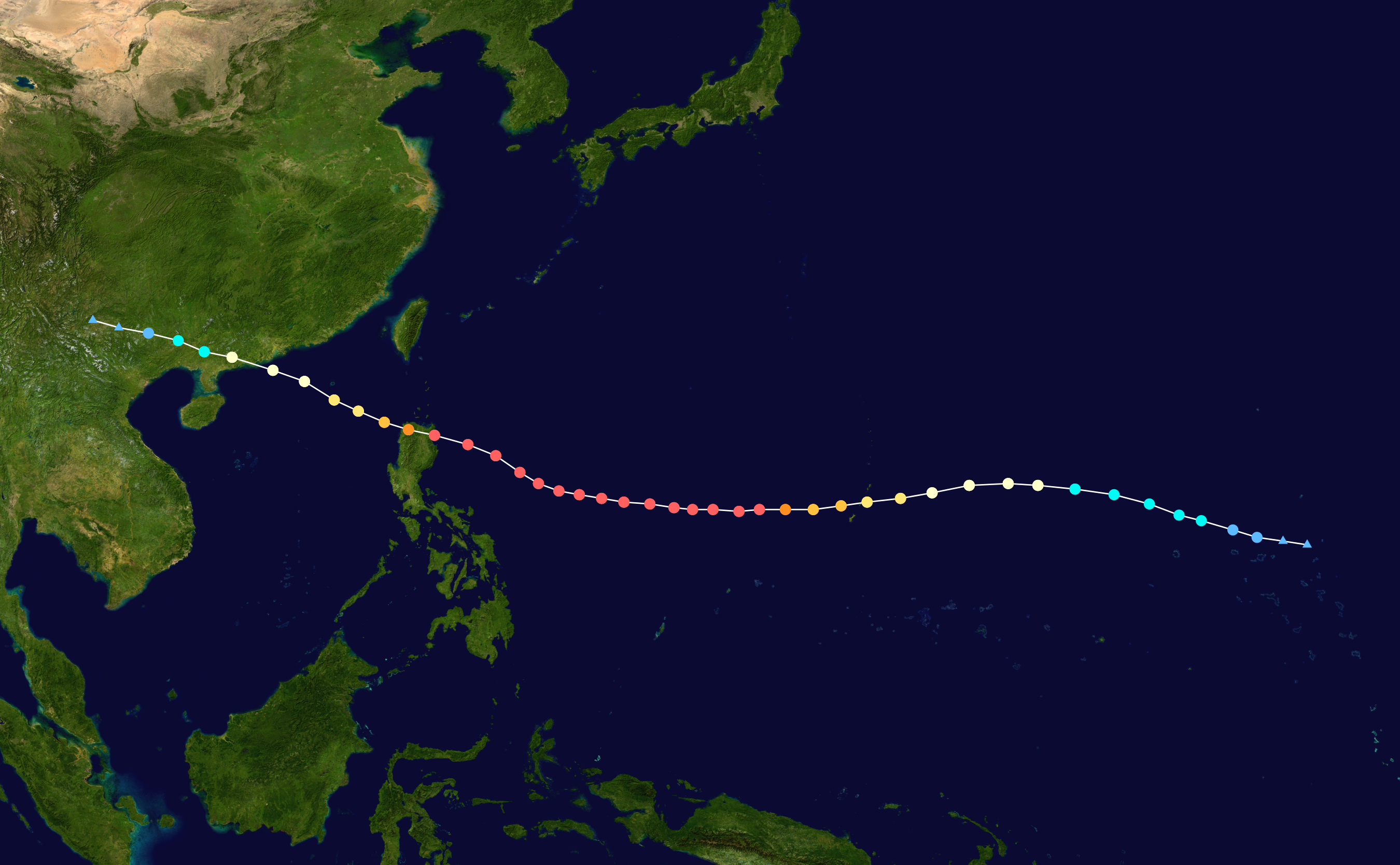
태풍 망쿳의 이동 경로

2018년 제22호 태풍 망쿳은 9월 7일 오후 9시에 중심기압 1000hPa, 최대풍속 18m/s, 강풍 반경 280km, 크기 '소형'의 열대폭풍으로 미국 괌 동쪽 약 2,260km 부근 해상에서 발생하였다.(일본 기상청 태풍정보 속보치 기준) 발생 이후 서진하며 미국 괌 부근 해상을 통과한 이후 급발달해서, 9월 12일 오전 3시에 미국 괌 서쪽 약 800km 부근 해상에서 중심기압 905hPa, 최대풍속 59m/s, 강풍 반경 550km의 세력 '맹렬한', 크기 '대형'(일본 기상청 태풍정보 속보치 기준)의 태풍으로 최성기를 맞이하였다. 최성기 세력을 유지하며 서~서북서진해서 9월 15일 오전 3시에 중심기압 905hPa, 최대풍속 59m/s(일본 기상청 태풍정보 속보치 기준)의 세력으로 필리핀 루손섬 북부 해안에 상륙하였다. 필리핀 관통 이후 남중국해에 진출한 뒤 서북서진하며 서서히 약화되었고, 9월 16일 오후 6시에 중심기압 960hPa, 최대풍속 39m/s(일본 기상청 태풍정보 속보치 기준)의 세력으로 중국 홍콩 부근 해안에 상륙하였다. 중국 상륙 이후 서북서진하며 급약화되어서, 9월 17일 오후 3시에 베트남 하노이 북북동쪽 약 320km 부근 육상에서 중심기압 998hPa의 열대저압부로 소멸하였다.

## 제명
필리핀과 홍콩 등 많은 곳에 피해를 줘서 제명되었다. 그 뒤, 태풍의 이름인 '망쿳'을 넘겨 준 대체 이름은 '끄라톤'으로 정했다.

## 같이 보기
- 태풍 완다 (1962년)
- 태풍 고든 (1989년)
- 태풍 안젤라 (1995년)
- 태풍 제브
- 태풍 메기 (2010년)
- 태풍 갈매기 (2014년)
- 태풍 하토
- 태풍 고니 (2020년)
- 태풍 사올라 (2023년)